# Бобовня (Минская область)
Бобовня (бел. Бабо́ўня) — деревня в Копыльском районе Минской области Беларуси. Административный центр Бобовнянского сельсовета. Население 367 человек (2009).

## География
Бобовня находится близ границы с Несвижским районом в 15 км к северо-западу от райцентра, города Копыль и в 20 км к востоку от Несвижа. Местность принадлежит бассейну Немана, Бобовня стоит в междуречье рек Турья и Выня. Деревня стоит на перекрёстке дорог, шоссе Р91 (Несвиж — Осиповичи) пересекается с дорогой Копыль — Бобовня — Узда. Ближайшие ж/д станции находятся в Тимковичах (25 км к югу, линия Барановичи — Слуцк) и в Городее (30 км к северо-западу, линия Минск — Барановичи).
От деревни получил название Бобовнянский выступ — наиболее приподнятый блок Белорусской антеклизы.

## История

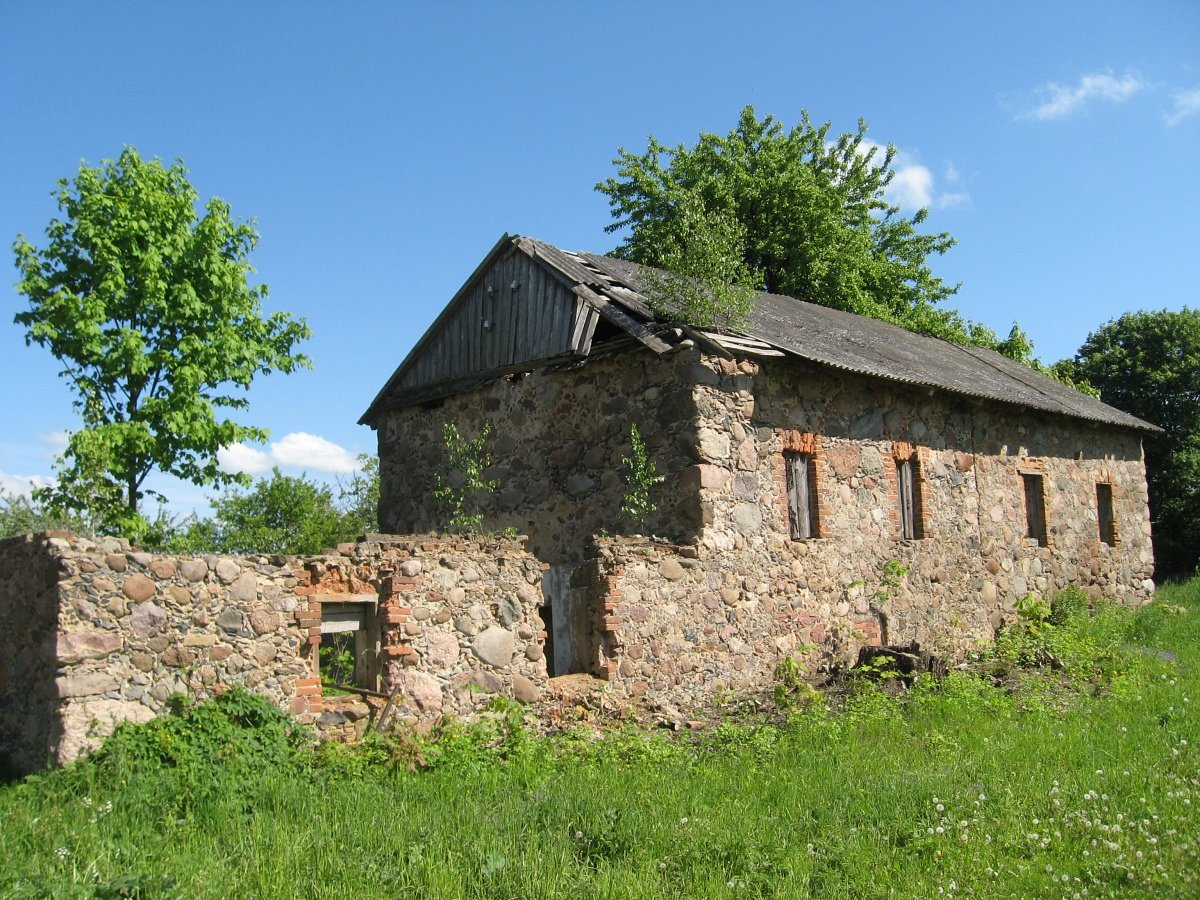
Руины склада

Первое упоминание Бобовни относится к 1582 году, когда она принадлежала помещику Малиновскому. C 1600 года усадьба во владении рода Радзивиллов, которым Бобовня принадлежала весь XVII век. В это время Бобовня получила статус местечка. С начала XVIII века имение принадлежало Берновичам (Битнер-Берновичам), роду выходцев из Пруссии.
Берновичи в XVIII веке выстроили в Бобовне дворянскую усадьбу. В 1769 году Михаил Бернович основал здесь большую суконную мануфактуру. К 1797 году на фабрике работало 110 рабочих, 5 мастеров, 2 подмастерья, производилось около 4,6 тысяч аршин тканей. В конце XVIII века мануфактура занимала в местечке 5 зданий — 3 кирпичных и 2 деревянных.

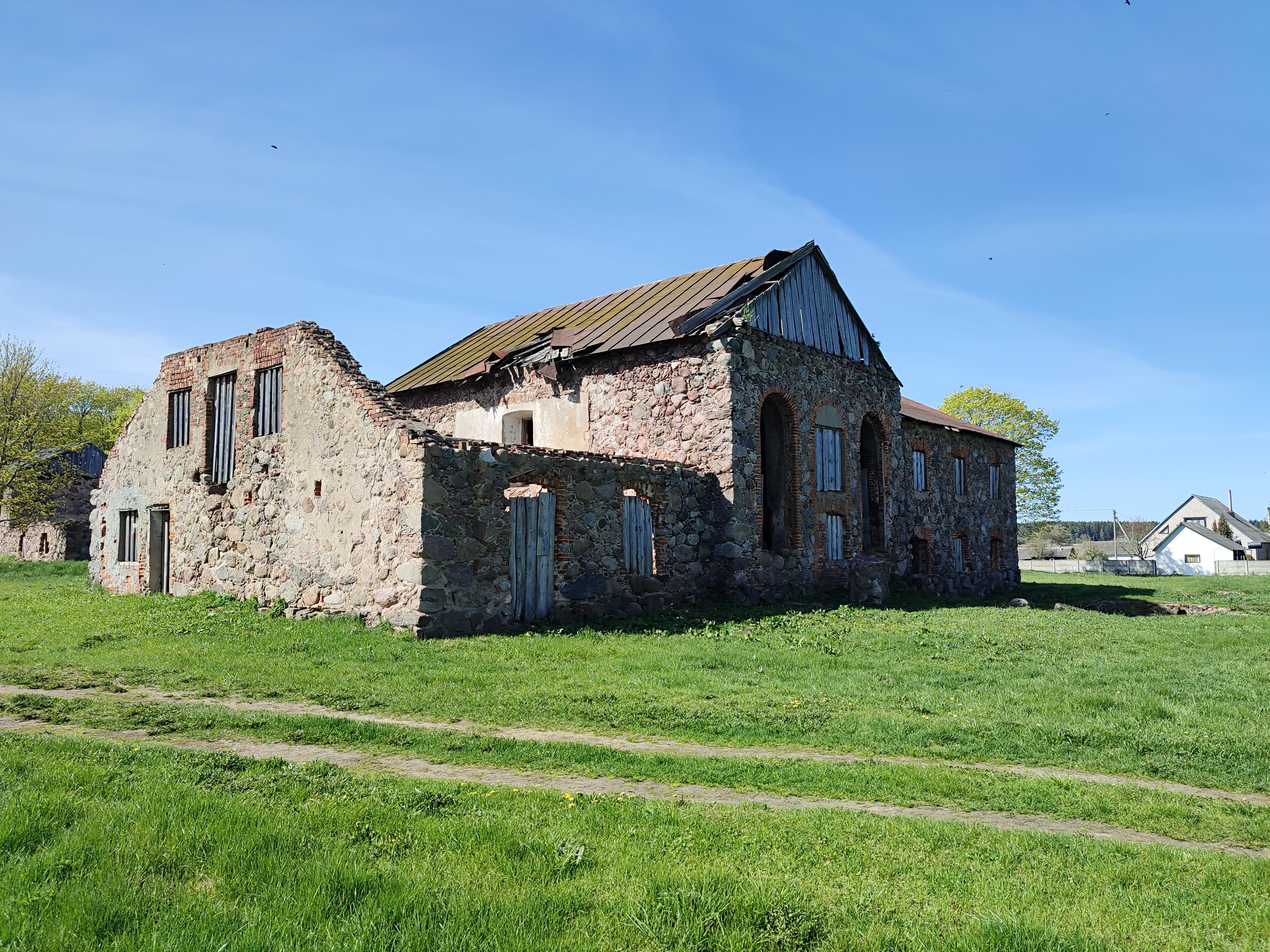

В результате второго раздела Речи Посполитой (1793) Бобовня оказалась в составе Российской империи, в Слуцком уезде. В 1799 году здесь был освящён деревянный католический храм Михаила Архангела. В 1823 году имение было куплено Онуфрием Наркевичем-Йодко, роду Наркевичей-Йодко Бобовня принадлежала вплоть до 1917 года.
После подавления восстания 1863—1864 годов ксендз из Бобовни был сослан в Сибирь за поддержку восставших, а католический храм переоборудован в православную церковь. В середине XIX века увеличился процент еврейского населения местечка, в Бобовне действовали синагога, иешива (духовная школа), существовало еврейское кладбище (частично сохранилось).
С 1883 году по 1898 год владельцем имения был хирург-окулист Витольд Наркевич-Йодко. При нём усадьба в Бобовне была перестроена и существенно расширена. После его смерти в 1898 году во владение вступил его сын, Витольд Витольдович Наркевич-Йодко, политический деятель, революционер и дипломат.
В 1880-е годы в местечке располагались 2 школы, 5 магазинов, волостное управление. В начале XX века существовали одноимённые местечко(28 дворов) и поместье (винокуренный завод с паровым двигателем, где в 1900 году работало 7 работников). В Первую мировую войну в феврале — декабре 1918 года местечко занимали немецкие войска, в августе 1919 — июль 1920 — польское войско. В 1920 году усадьба сгорела.
По Рижскому мирному договору (1921 года) Бобовня попала в состав СССР, хотя граница с межвоенной Польской Республикой проходила недалеко. С 1924 года — центр сельсовета Копыльского района. В 1929 году созданы два колхоза. В 1940 году полностью разобрано здание деревянного храма 1799 года постройки.
Во время Великой Отечественной войны с июня 1941 по июль 1944 года находилась под немецкой оккупацией. 25 евреев из Бобовни были расстреляны оккупантами. После войны селение было перепланировано, центральной улицей Бобовни стала построенная дорога Р91. Благодаря этому, бывшая главная улица местечка сохранила колоритную старинную брусчатку.

## Достопримечательности
- Усадьба Наркевичей — Йодко (XVIII — начало XIX вв.): винокурня, склад, парк, часовня-усыпальница 
  - Бобовнянский парк — памятник садово-паркового искусства[6].
- Еврейские захоронения
- Фрагменты еврейского кладбища
- Могила поэтессы Софьи Тшешковской
- Братская могила советских воинов и и партизан (1944)[7] —  Историко-культурная ценность Республики Беларусь, шифр 613Д000153
- Памятник землякам (1975)
- Бобовлянские клёны[8] — уникальные по форме и окраске экземпляры клёна лжеплатанового.

## Галерея

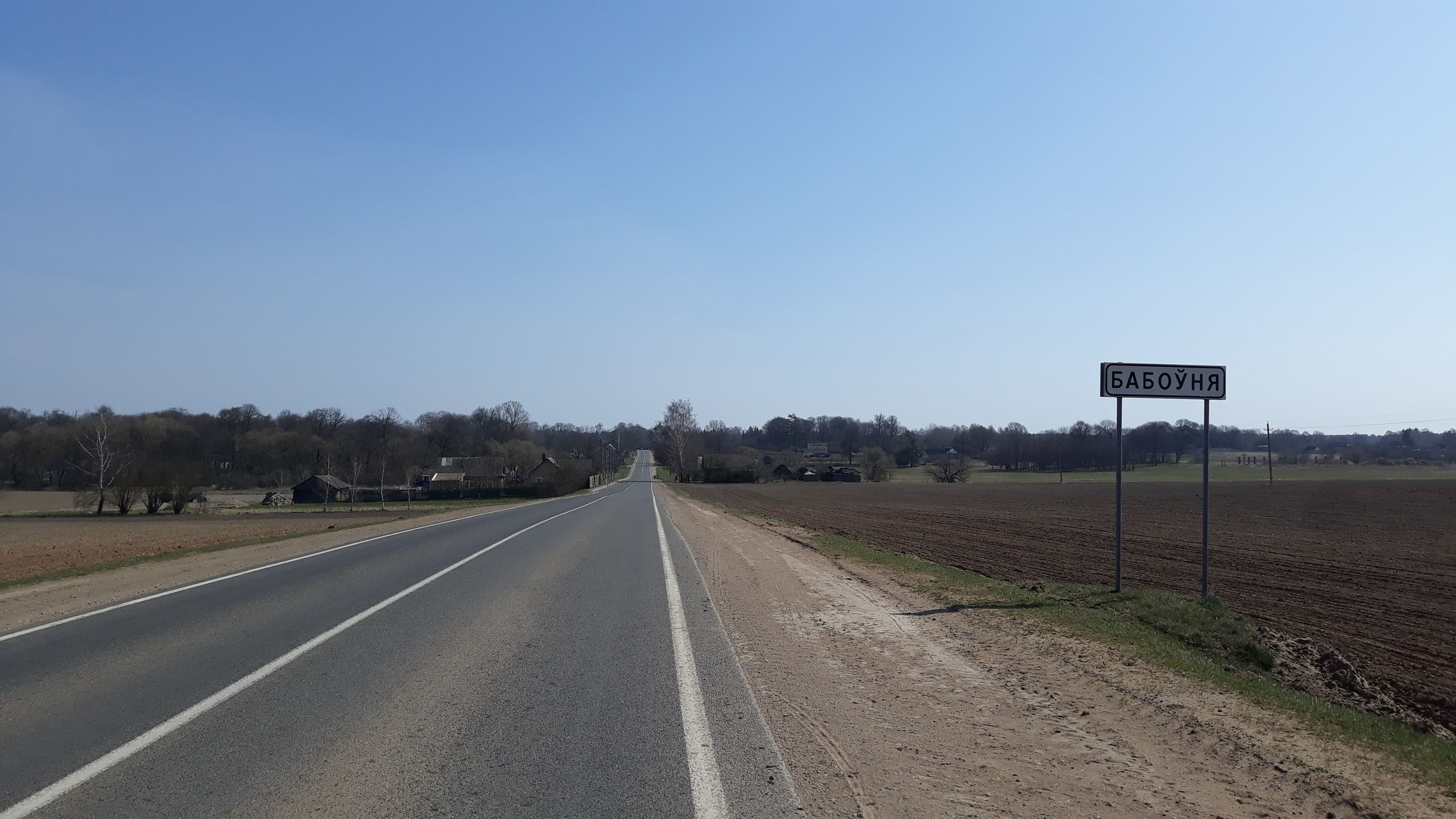
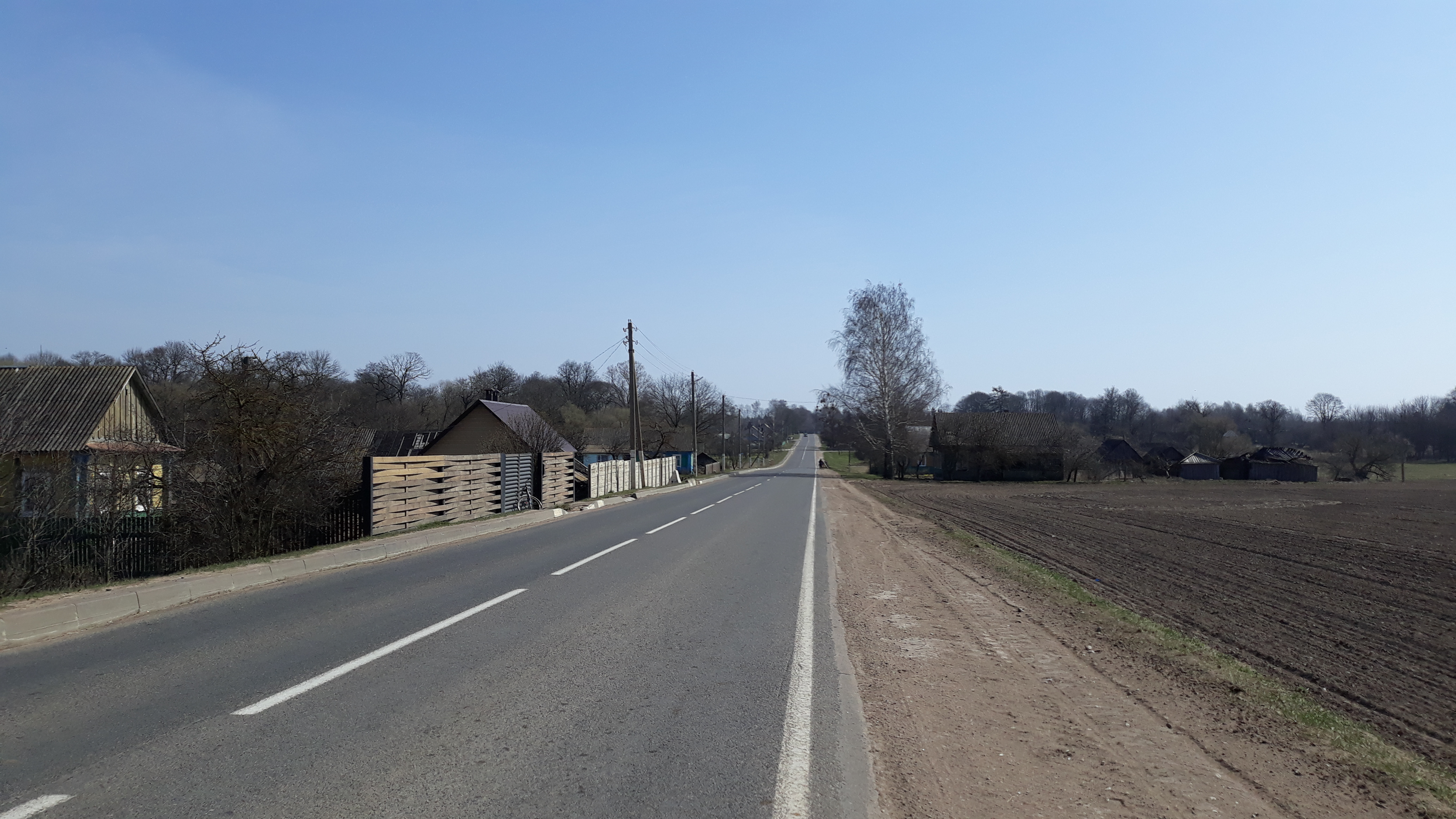
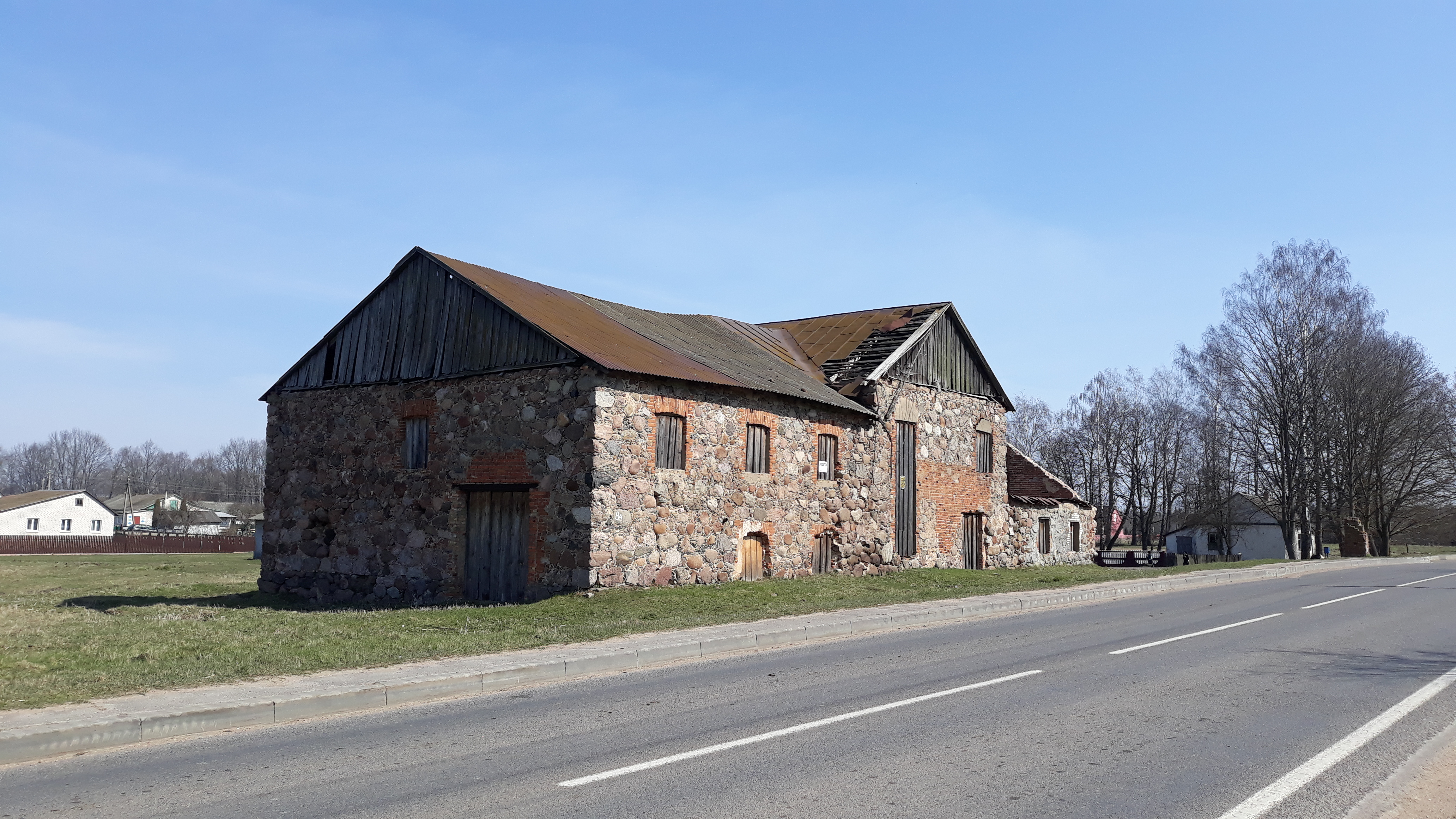
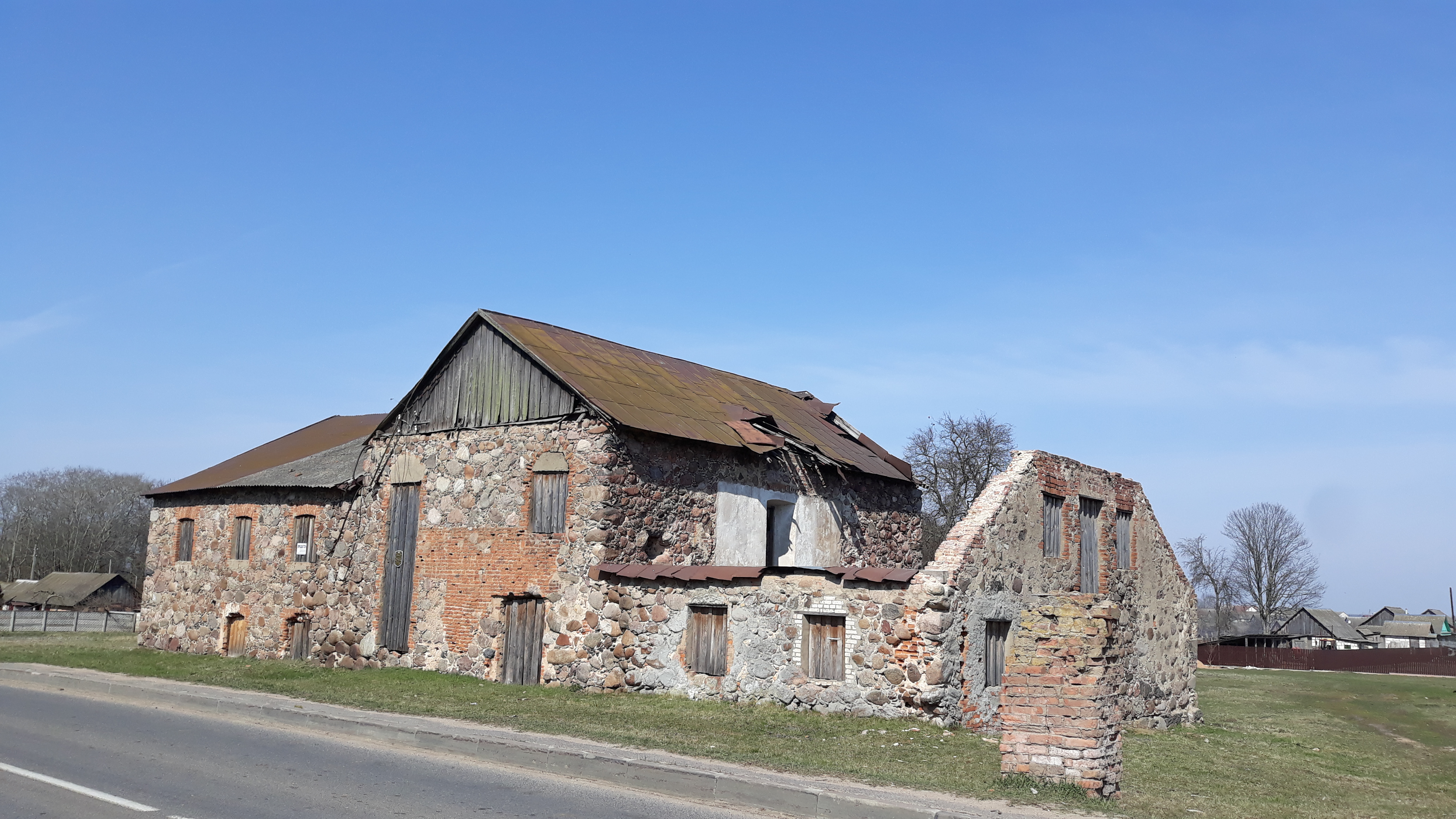
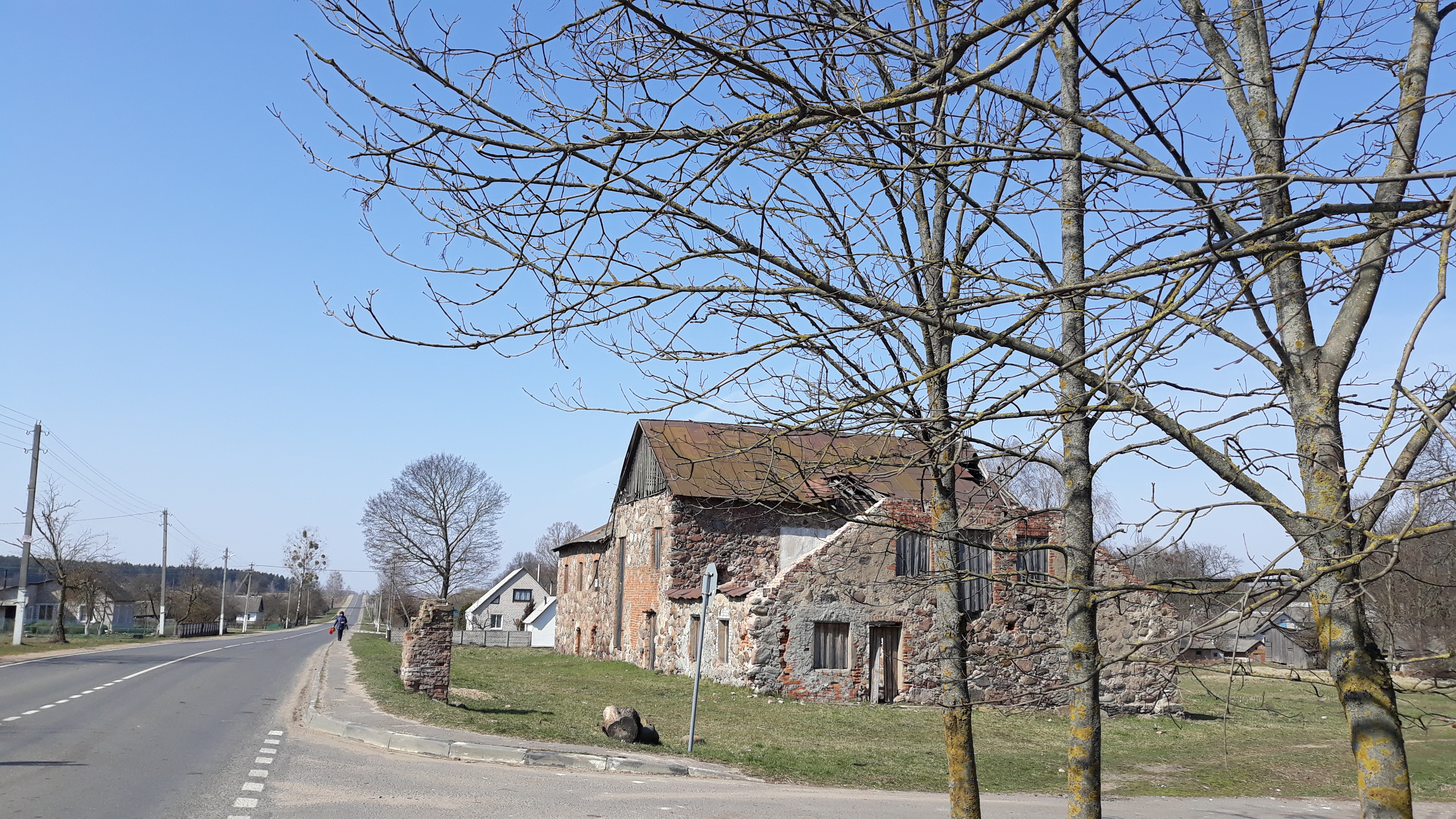
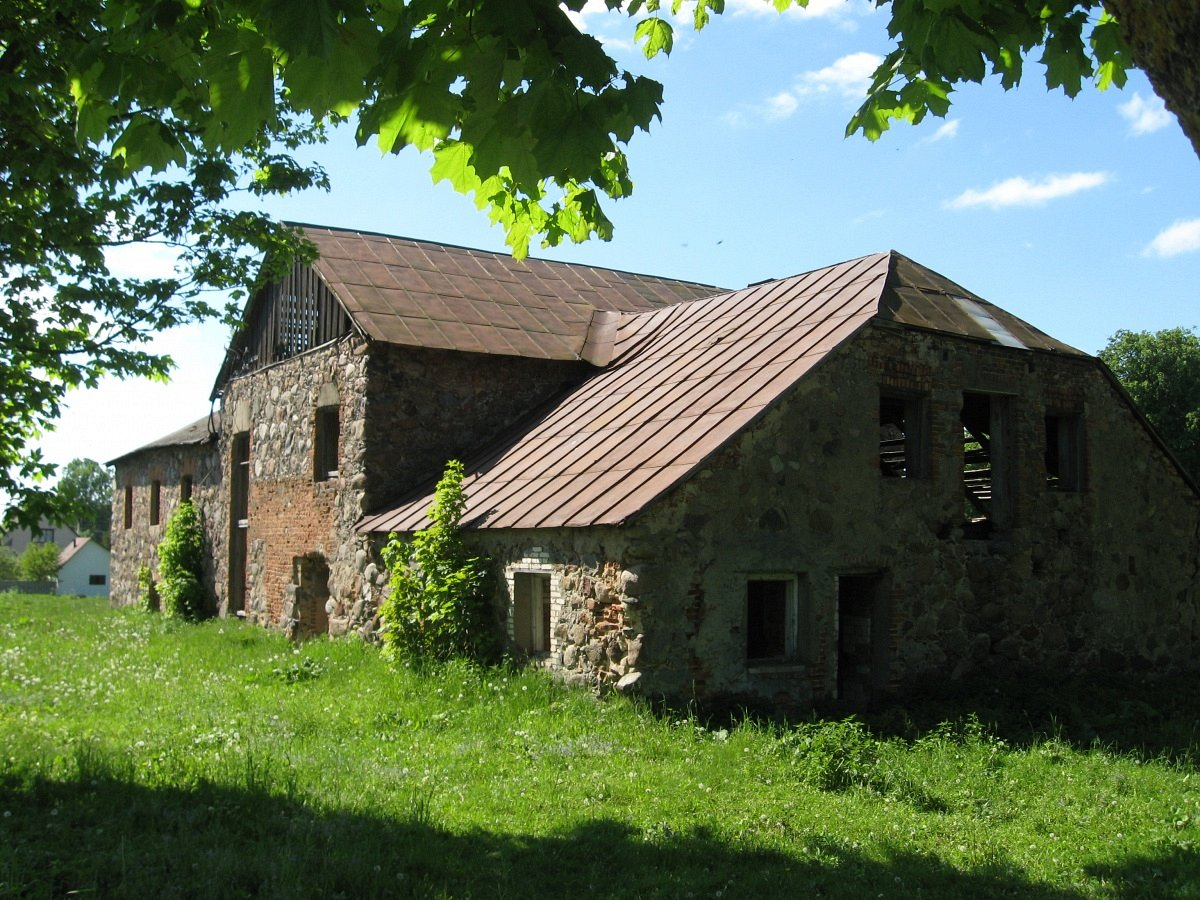
Здание винокурни
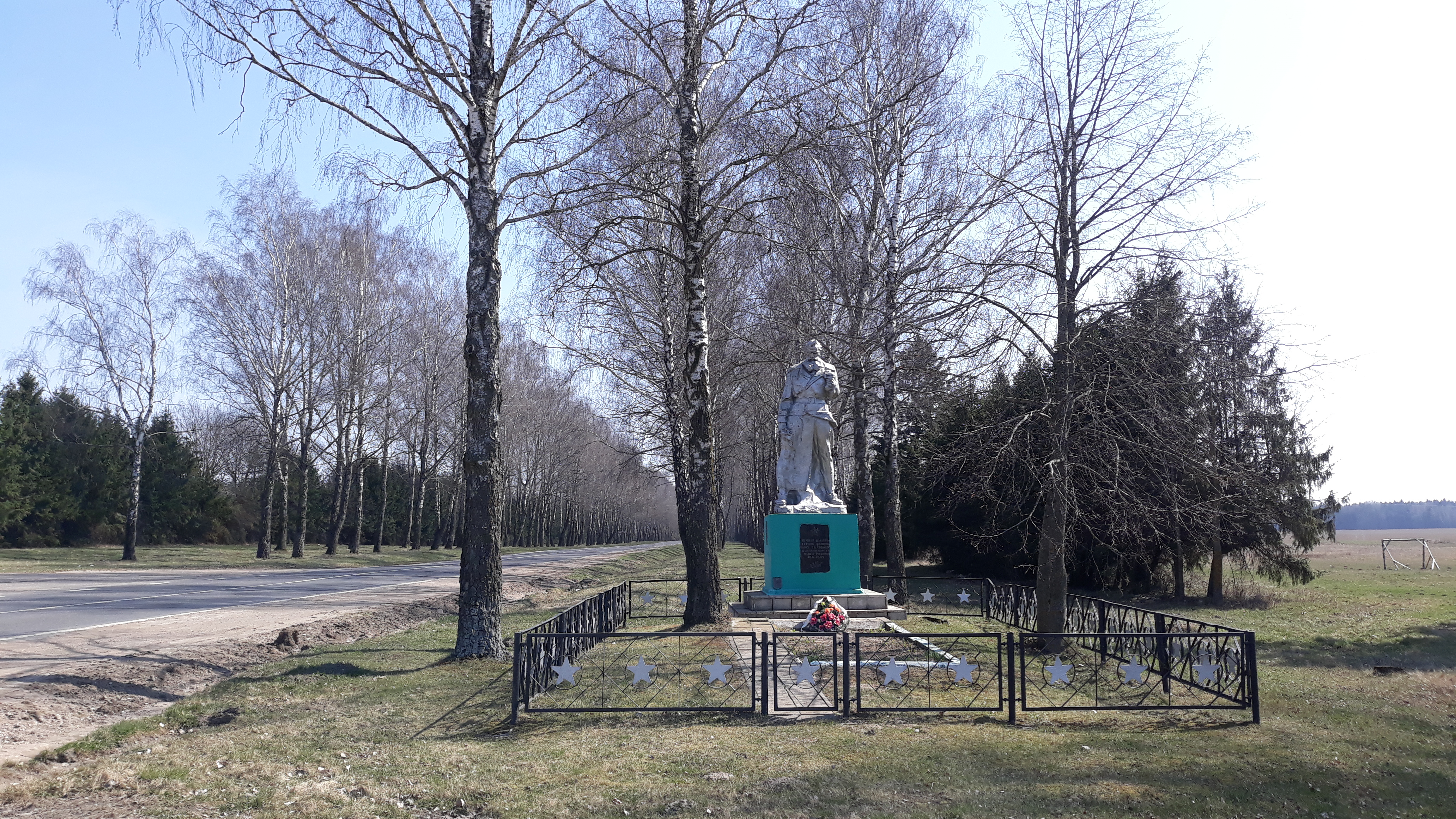
Братская могила советских воинов и и партизан
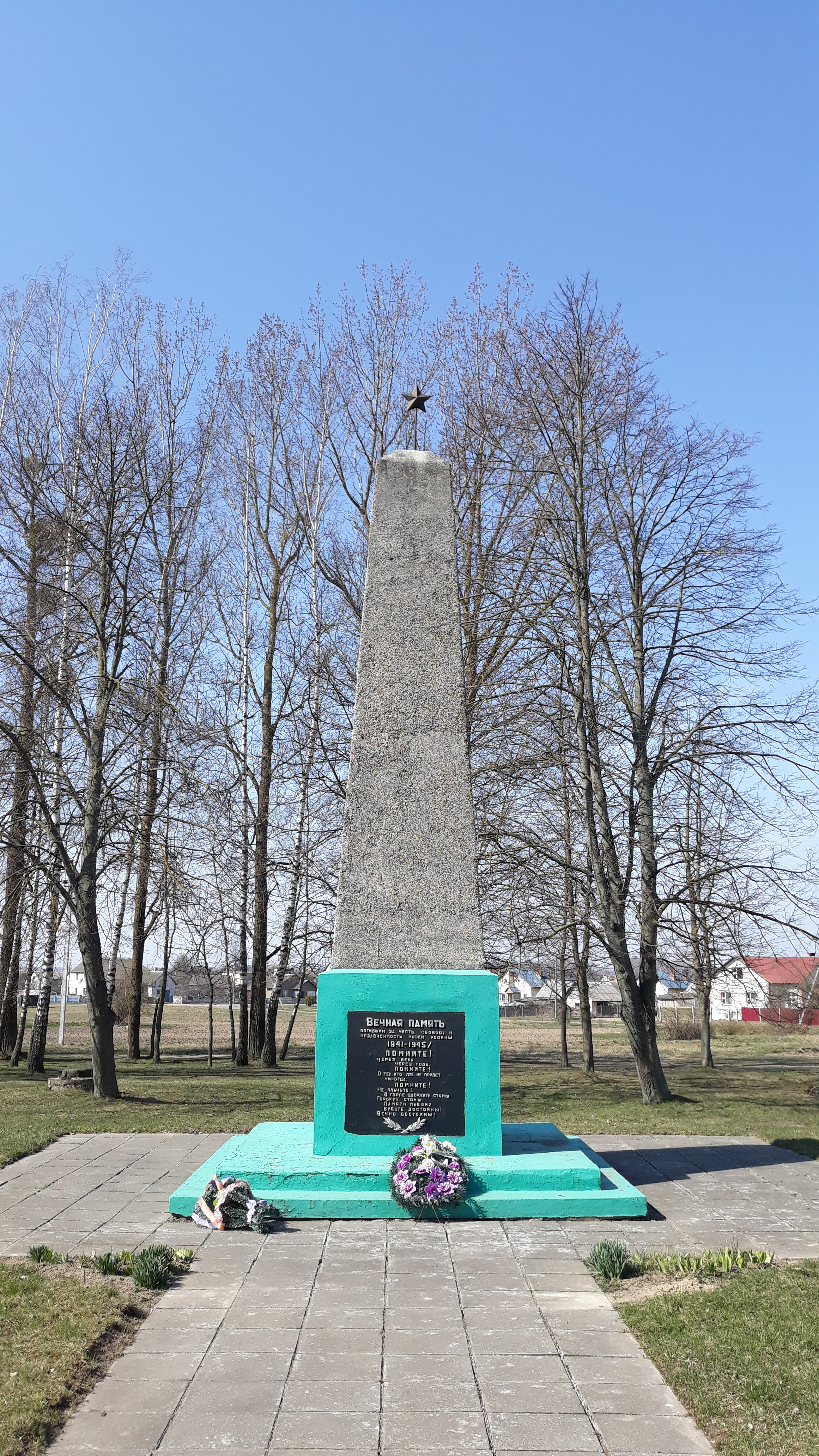
Памятник землякам
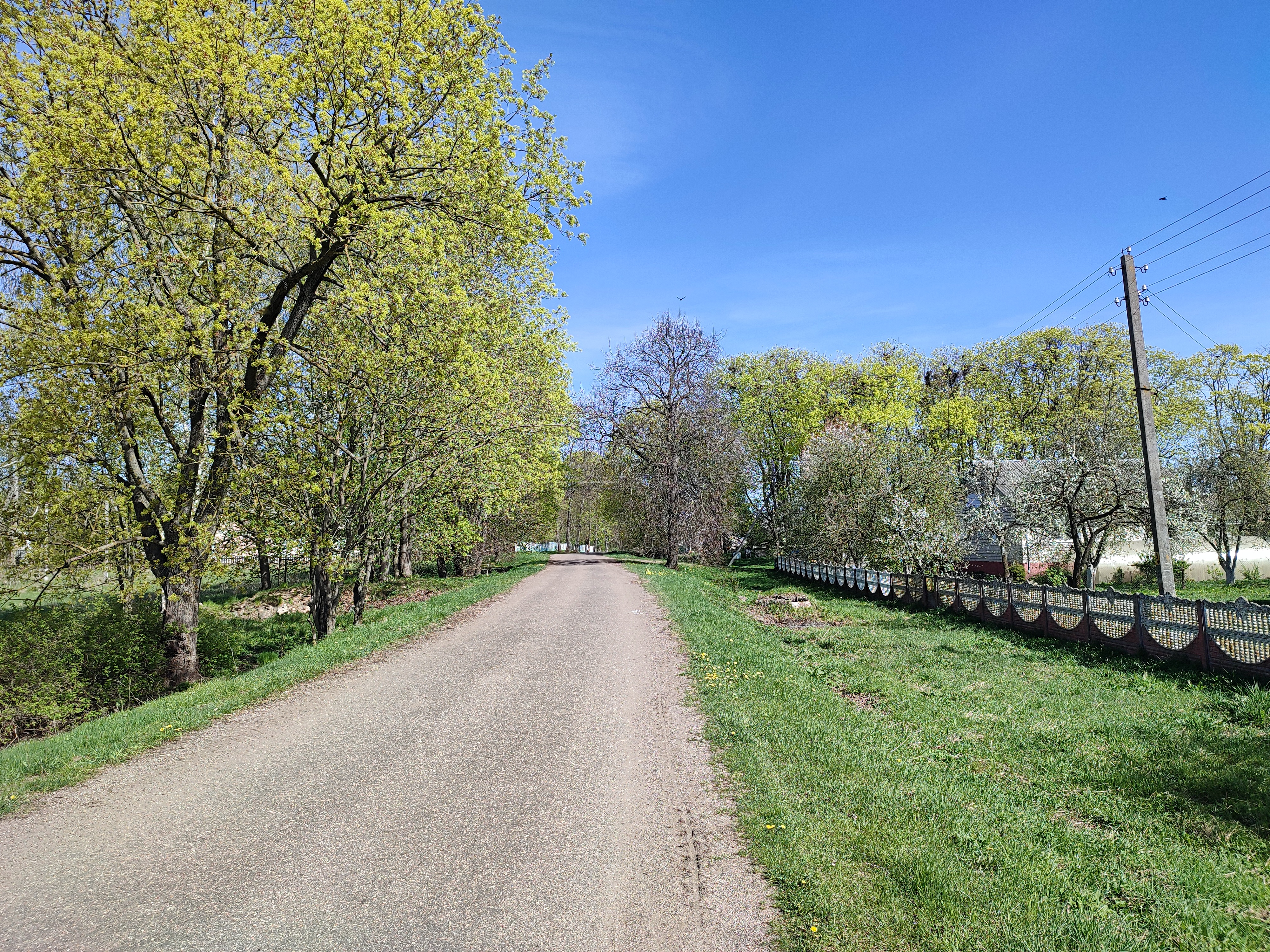
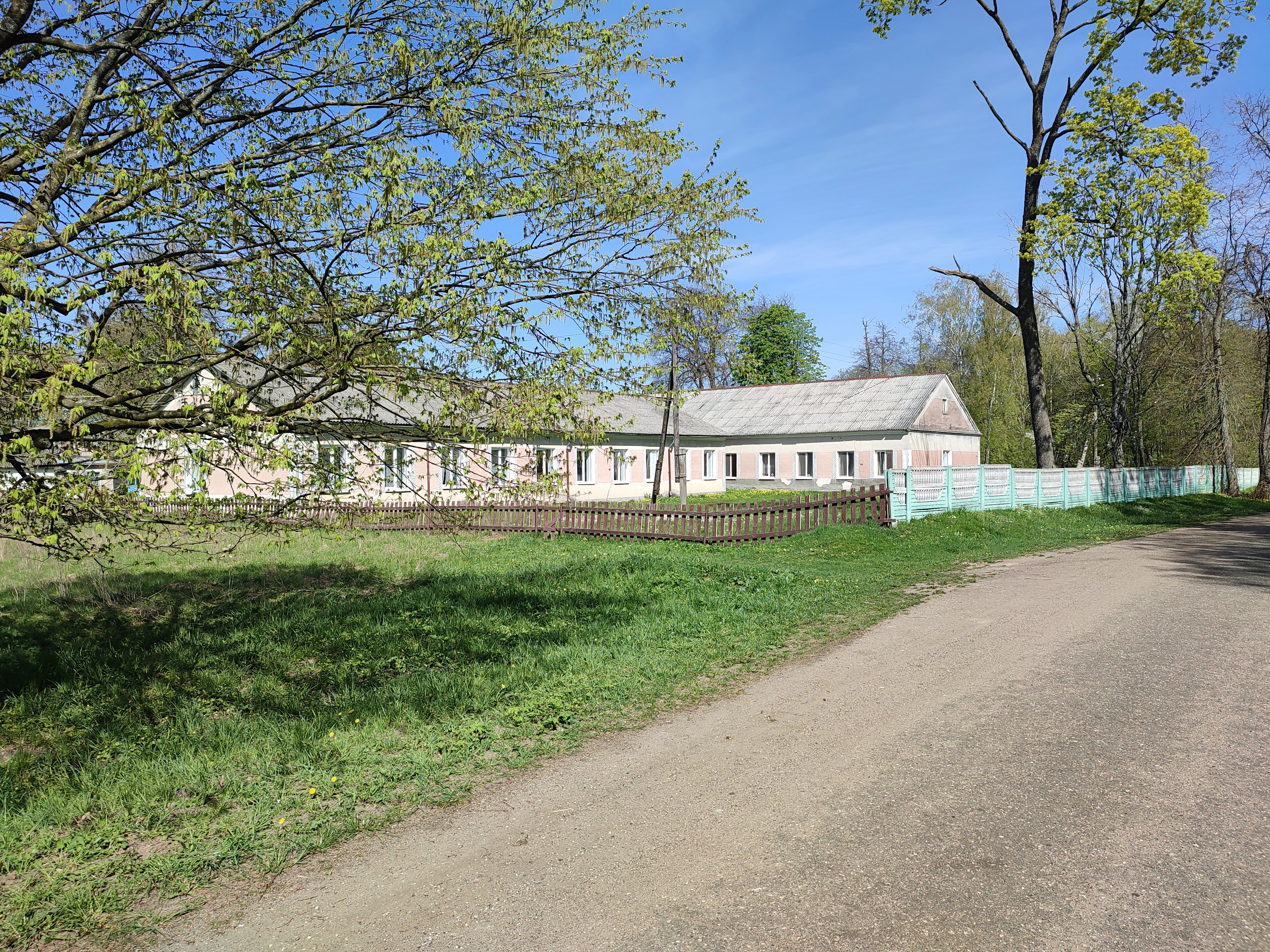
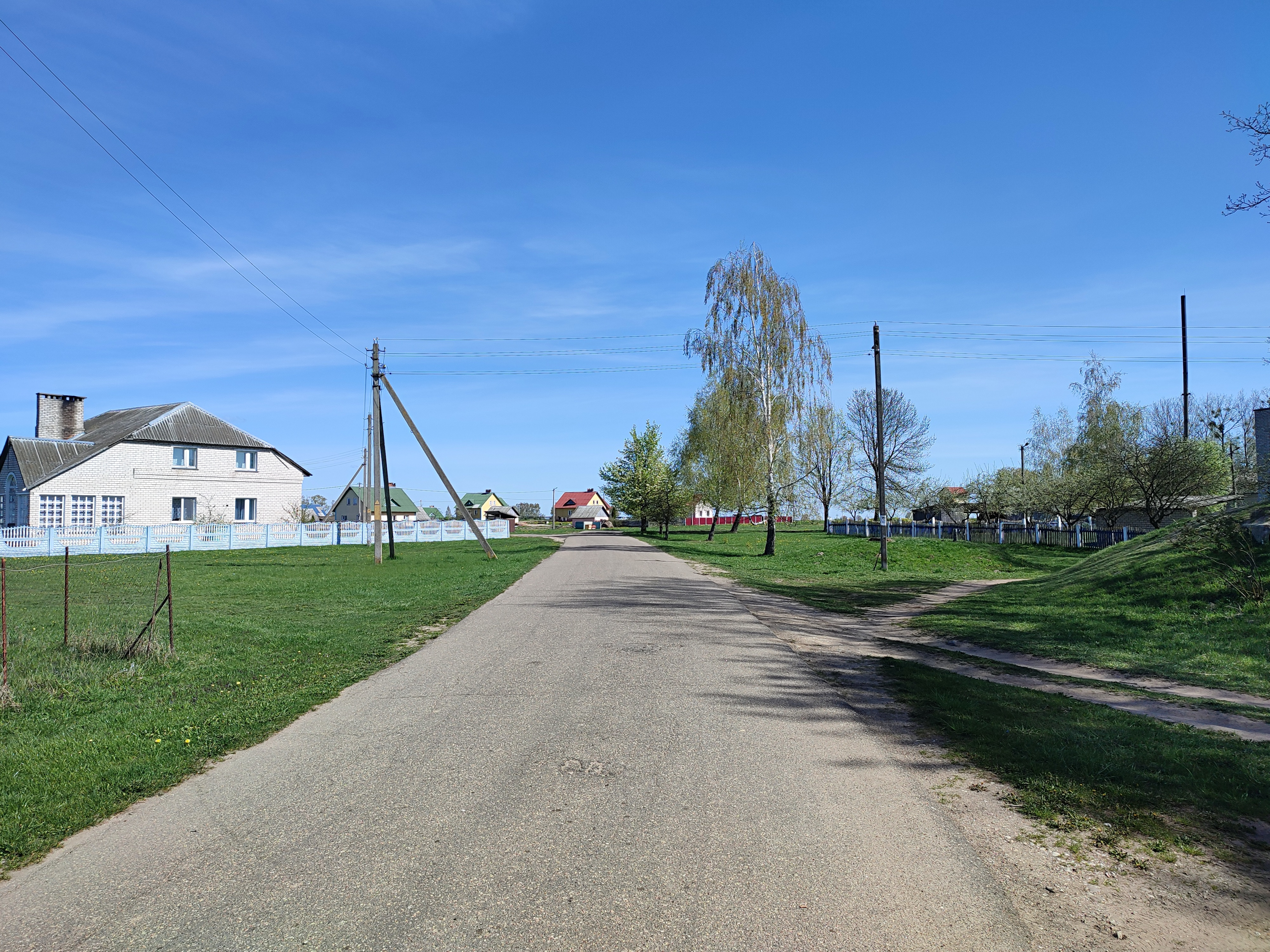
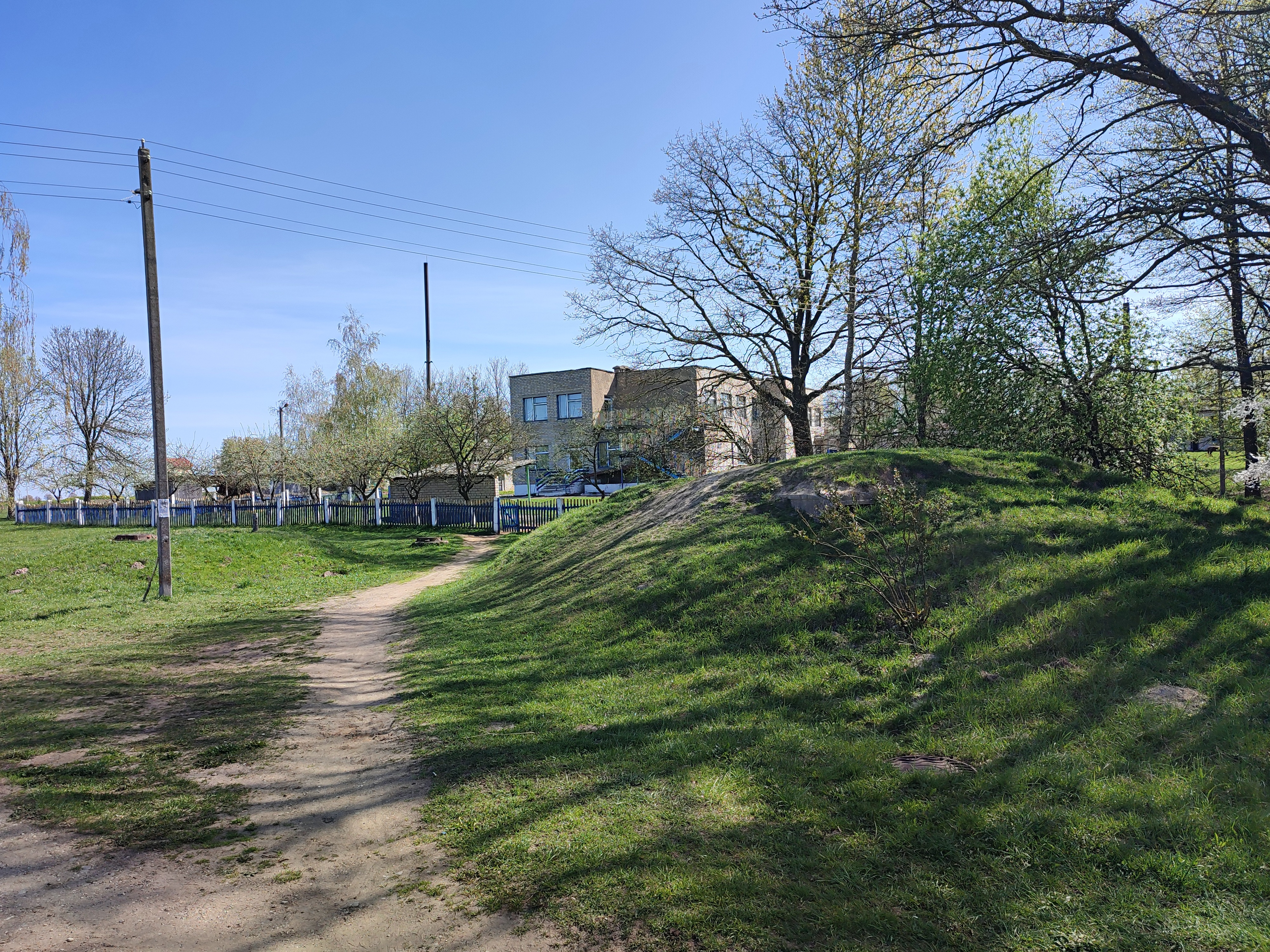
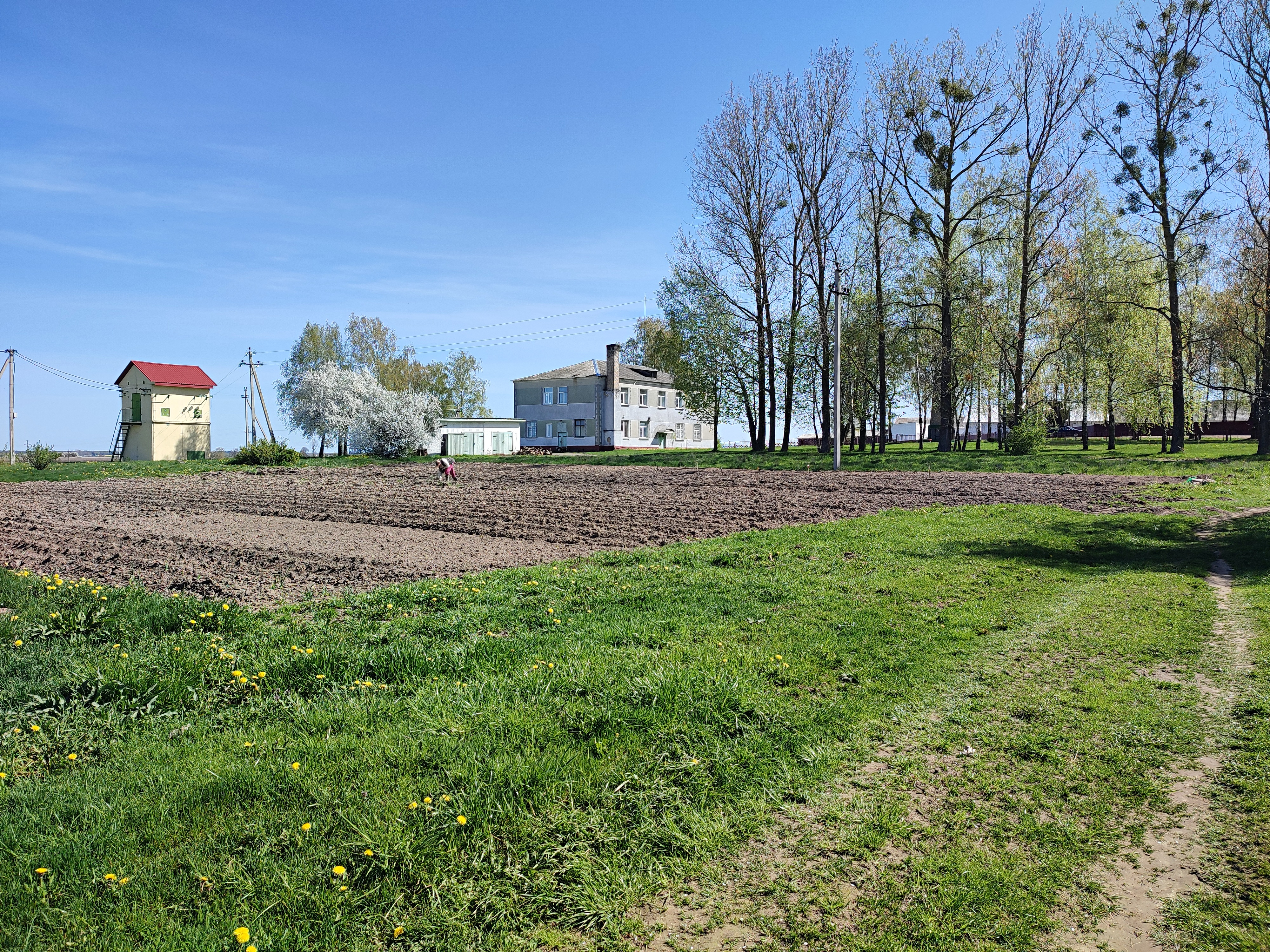
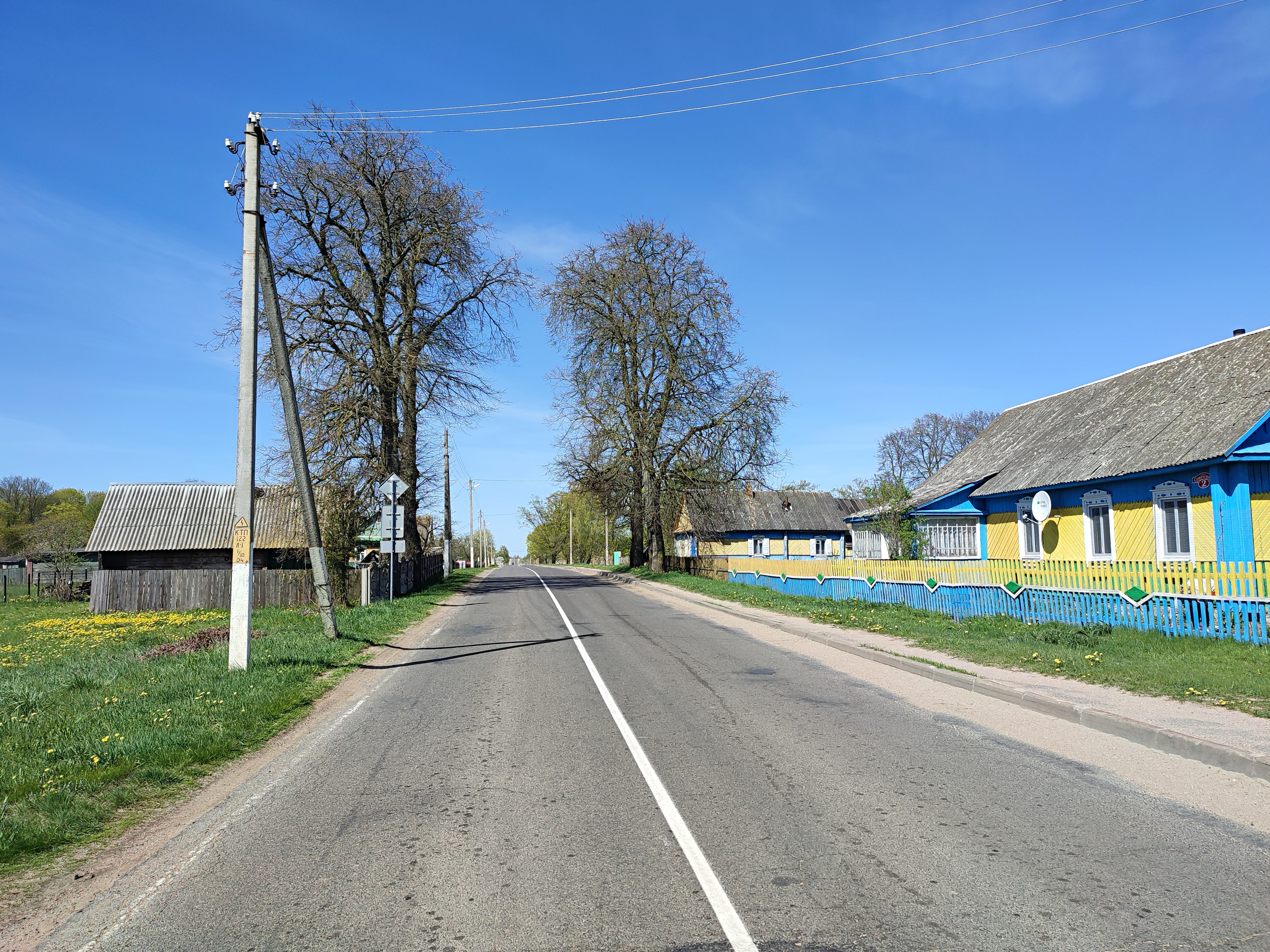
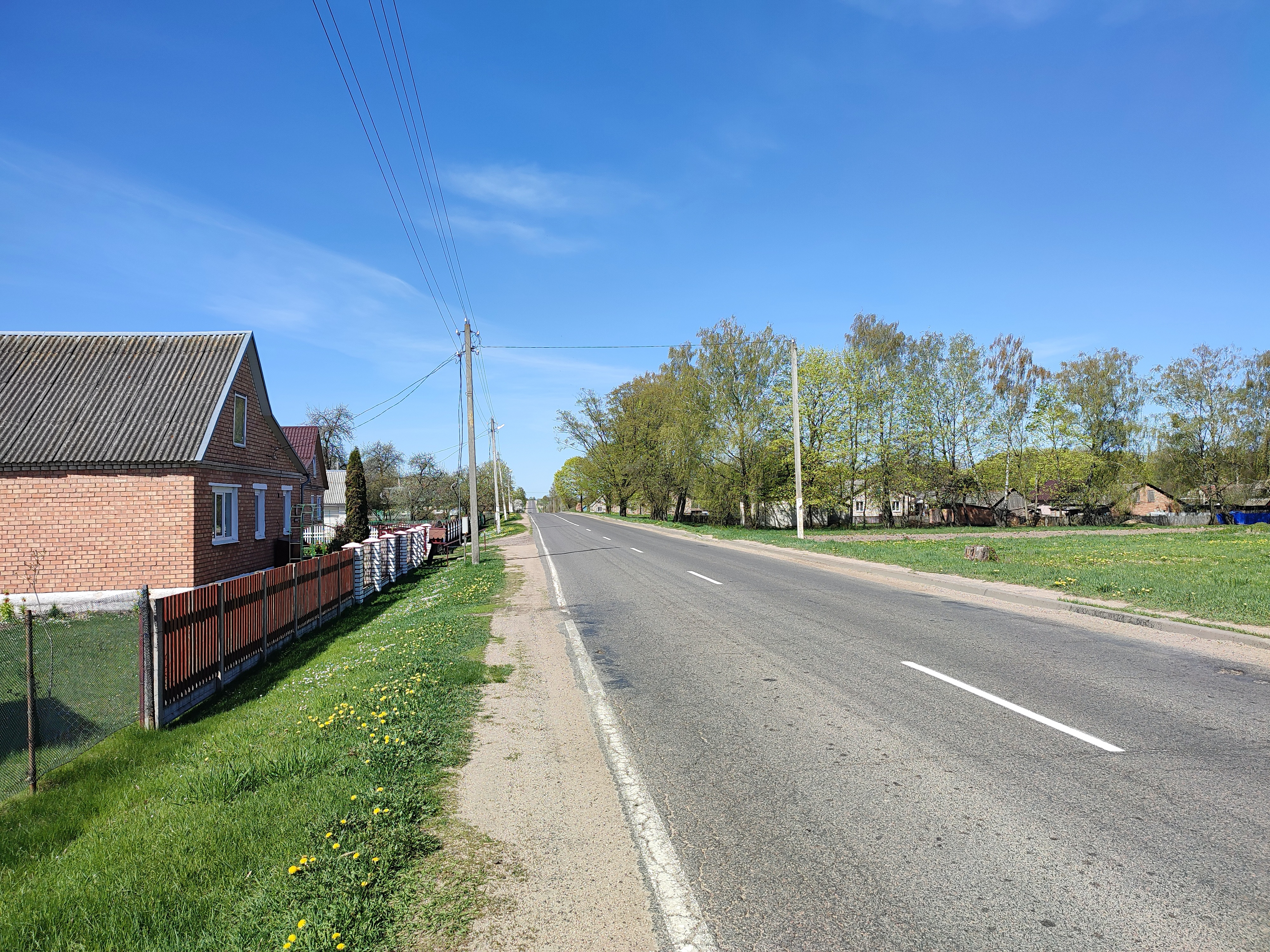
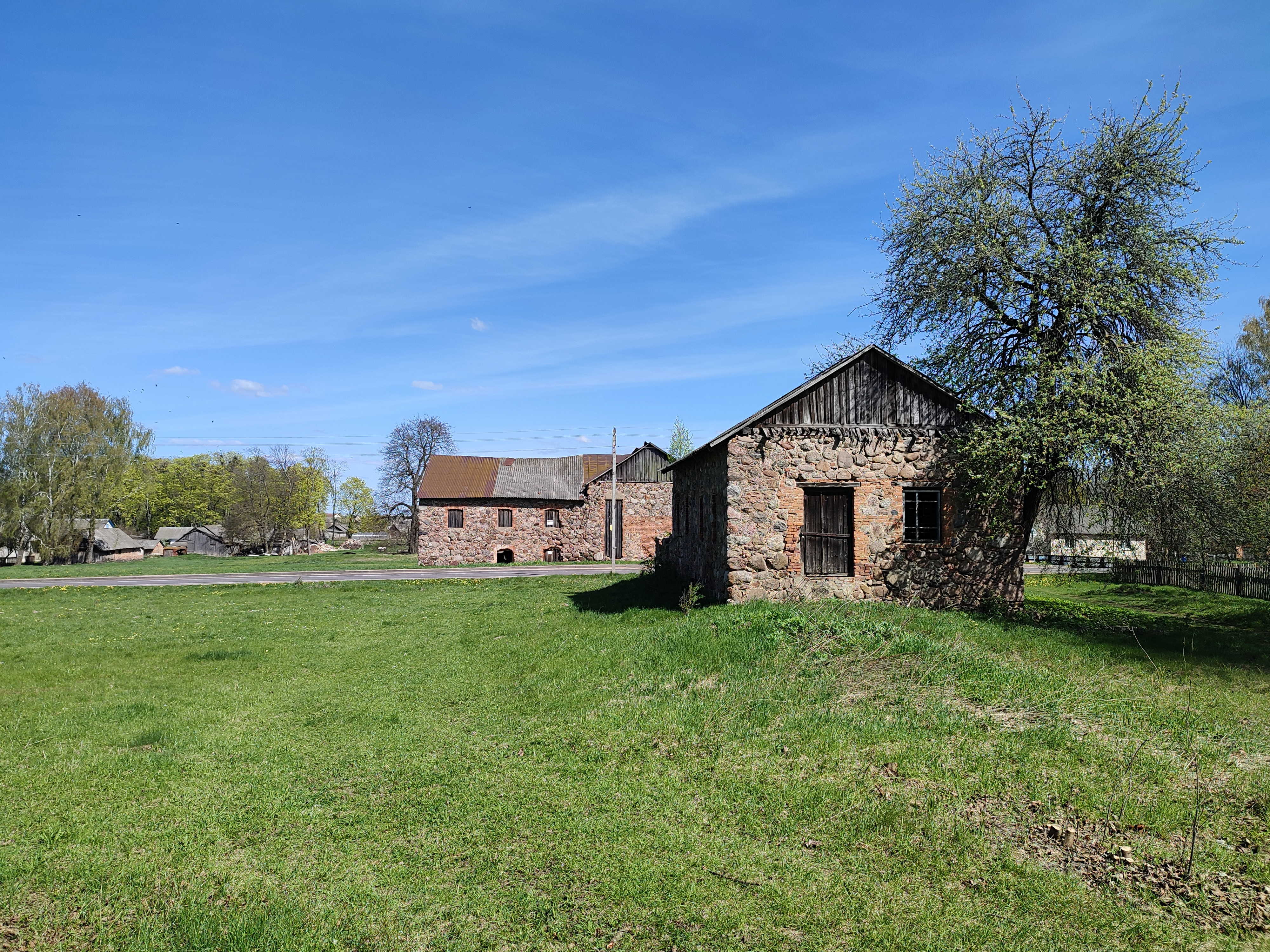